# Sępnik żółtogłowy
Sępnik żółtogłowy, urubu żółtogłowy (Cathartes melambrotus) – gatunek dużego ptaka z rodziny kondorowatych (Cathartidae). Zamieszkuje Amazonię (Ameryka Południowa). Dawniej osobniki tego gatunku uznawane były za sępniki pstrogłowe (C. burrovianus). Dopiero w 1964 roku sępnik żółtogłowy został wyodrębniony jako osobny gatunek na podstawie różnic w wielkości (jest większy od sępnika pstrogłowego) i drobnych różnic w upierzeniu. Nie jest zagrożony wyginięciem.

## Systematyka

### Taksonomia
Takson po raz pierwszy opisał Alexander Wetmore w 1964 roku. Jako miejsce odłowu holotypu (samiec znajdujący się w Narodowym Muzeum Historii Naturalnej w Waszyngtonie o numerze katalogowym 483532, odłowiony w 1930 roku) autor wskazał Kartabo w Gujanie. Nie wyróżnia się podgatunków.

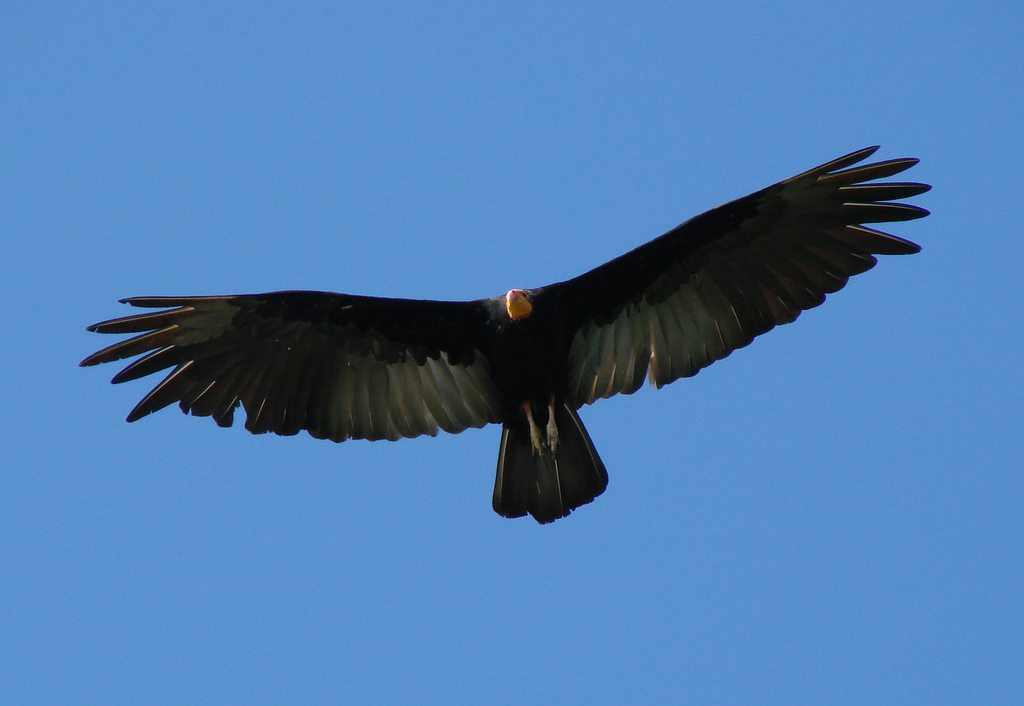
Sępnik żółtogłowy w locie

### Etymologia
Nazwa rodzajowa: gr. καθαρτης kathartēs – czyściciel < καθαριζω katharizō – czyścić.

Epitet gatunkowy: gr. μελαμ- melam- – czarny < μελας melas, μελανος melanos – czarny; βροτος brotos – umarły (por. μελαμβροτος melambrotos – ziemia Czarnych).

## Morfologia
Długość ciała 64–76 cm; masa ciała 1170–1500 g; rozpiętość skrzydeł 166–178 cm. Pokryty jest czarnymi piórami. Jego głowa ma żółtawy kolor.

## Zasięg występowania
Sępnik żółtogłowy występuje w północnej połowie Ameryki Południowej, na wschód od Andów. Jego zasięg rozciąga się od wschodniej Kolumbii, południowej i wschodniej Wenezueli oraz regionu Gujana po wschodnie Peru, północno-wschodnią Boliwię oraz centralną Brazylię (na wschód po zachodnią część stanu Maranhão). Sugerowano, że może występować dalej na południe – aż po północną Argentynę, ale nie zostało to jak dotąd potwierdzone.

## Ekologia i zachowanie
Środowisko życia sępnika żółtogłowego stanowi nizinny las tropikalny na gęsto zalesionych obszarach. Rzadko widywany na otwartych terenach.
Odżywia się padliną i owadami.

## Status
IUCN uznaje sępnika żółtogłowego za gatunek najmniejszej troski (LC, Least Concern). BirdLife International uznaje trend liczebności populacji za spadkowy ze względu na postępujące niszczenie siedlisk oraz nadmierne polowania na zwierzęta, których padlina stanowi jego pożywienie.